# Oglasa rufoaurantia
Oglasa rufoaurantia là một loài bướm đêm trong họ Noctuidae.